# Clyde Elmer Anderson
Clyde Elmer Anderson (Brainerd, 16 marzo 1916 – Brainerd, 12 gennaio 1998) è stato un politico statunitense.
Fu il 28º governatore del Minnesota dal 27 settembre 1951 al 5 gennaio 1955.